# Plectiscidea venusta
Plectiscidea venusta är en stekelart som beskrevs av Dasch 1992. Plectiscidea venusta ingår i släktet Plectiscidea och familjen brokparasitsteklar. Inga underarter finns listade i Catalogue of Life.